# Sací

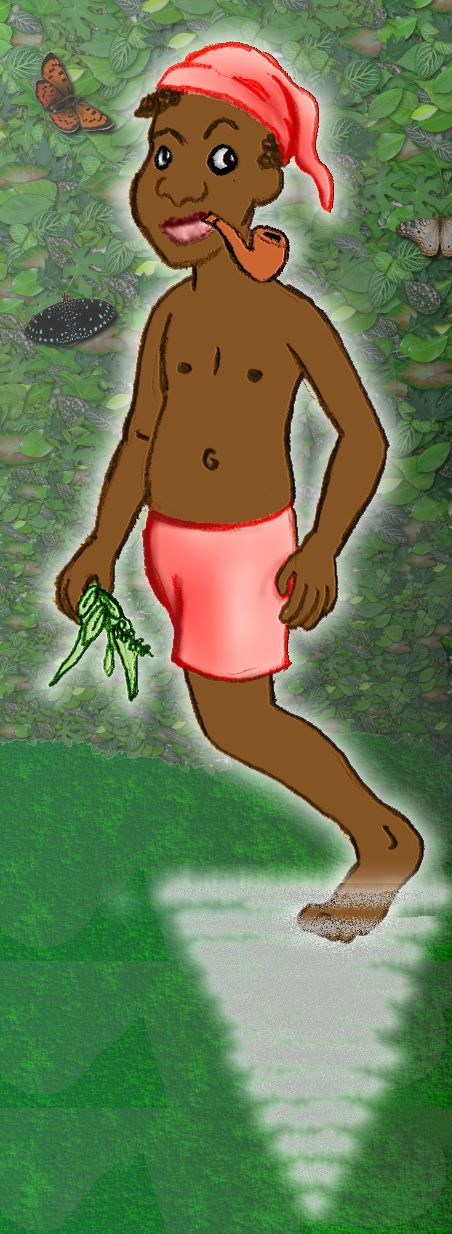
Ilustración del Sací pererê.

El Sací (IPA: [sa.'si]) es posiblemente el personaje más popular en el folclore brasileño, siendo una leyenda originaria del sur de este país. Es un joven con una sola pierna (esciápodo), negro o mulato, con agujeros en las palmas de sus manos, que fuma una pipa y usa una gorra mágica de color rojo para aparecer o desaparecer donde desee (usualmente en el medio de un remolino). Considerado un bromista molesto en la mayor parte de Brasil, y una criatura potencialmente peligrosa y dañina en otros, no obstante puede conceder deseos a todos los que logran atraparlo, o consiguen robar su mágica gorra. 
Se conocen distintas variantes del mito:
- Sací pererê, negro como el carbón.
- Sací trique, mulato y más benigno.
- Sací saçurá, con ojos rojos.

## Poderes, debilidades y hábitos
Bromista incorregible, el Saci no causa daños de importancia, pero no hay daño que no pueda hacer. Oculta los juguetes de los niños, extravía a los animales de granja, se burla de los perros, y maldice a las gallinas para que no puedan incubar sus huevos. En la cocina, el Saci derrama toda la sal, agria la leche, quema el frijol cocido, y coloca moscas en la sopa. Si unas palomitas de maíz fallan, es por la maldición del Saci. A la menor oportunidad desafilará la aguja de costura, ocultará su ojo y enredará el hilado. Si ve un clavo en el suelo, lo colocará con la punta hacia arriba. En resumen, todo lo que va mal en la casa o fuera de ella, puede ser atribuido sin dudar al Sací. 
Además de desaparecer -a menudo sólo deja ver su gorra y su pipa- puede transformarse en Matitaperê, un pájaro esquivo cuyo melancólico canto parece provenir de ninguna parte. Se puede escapar de un Sací cruzando una corriente de agua: el personaje no cruzará porque el agua le causa la pérdida de sus poderes. Otra forma de distraerlo es dejar caer una cuerda llena de nudos, porque se verá obligado a detenerse y desanudarlos uno por uno. También se puede intentar sobornarlo con algo de cachaça o tabaco para su pipa. 
Le fascina realizar malabares con brasas u otros objetos pequeños, y dejarlos caer por los agujeros de las palmas de sus manos. Muy hábil, la falta de una pierna no le impide montar a caballo.
Todo remolino -dice la leyenda- lo causa la danza circular de un Sací: se lo puede capturar arrojando dentro del remolino un rosario bendecido, o agitando allí un colador. Con cuidado puede ser atrapado en una botella de vidrio oscuro, que se tapará con un corcho que tenga una cruz marcada. Para esclavizarlo, nada mejor que quitarle su gorra, que es la fuente de su poder: se dice que un Sací esclavizado que recupera su libertad, según el trato recibido, puede llegar a ser un amigo digno de confianza, o un terrible enemigo.

## Orígenes del mito

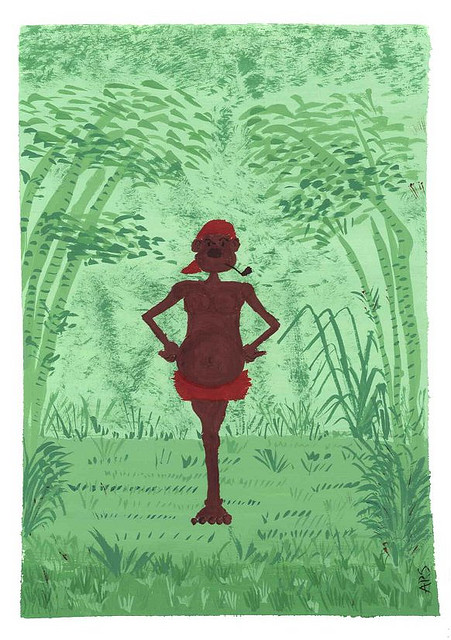
Representación del Personaje Indígena, Sací, originario de la mitología Tupí-Guaraní.

Mientras algunos sostienen que el mito del Sací se origina en Europa en el Siglo XIII, probablemente deriva del «Yaçi-Yaterê»de la mitología Tupí-Guaraní: un mágico niño de cabello rojo que puede atraer a las personas y romper el silencio del bosque con sus fuertes gritos y silbidos. Fue originariamente una criatura noctámbula, y de hecho Yaçi significa «luna» en el lenguaje tupí antiguo.
El personaje indígena fue apropiado y transformado por los esclavos africanos que en el Siglo XVIII fueron llevados en gran número a Brasil. Contaban las historias del Sací para asustar a sus propios niños, y a los de los amos. En este proceso la criatura se volvió negra, el cabello rojo se convirtió en una gorra roja, y -como los ancianos africanos que usualmente contaban los cuentos- , adquirió una pipa para fumar constantemente. 
El nombre mudó en varias formas, como Sací Taperê y Sá Pereira, e incluso Sací Pererê.
La gorra roja puede haberse inspirado en el gorro frigio que solían usar los exploradores portugueses. El concepto de SaciíPererê muestra algunos sincretismos con elementos cristianos: siempre retrocede cuando se le muestra una cruz, deja atrás un olor sulfuroso, es decir, atributos del diablo en el folclore cristiano.
La idea de aprisionar a un ser sobrenatural en una botella con un tapón mágico, y forzarlo a concedernos deseos para obtener su libertad, tiene un obvio paralelismo con la historia de Aladino de Las mil y una noches. Esto puede resultar una mera coincidencia, o reflejar el hecho de que muchos de los esclavos eran musulmanes, y estaban familiarizados con las leyendas árabes.

## Otros usos del término
Sací pererê es también el nombre de un trago brasileño, que consiste en 1/4 de taza de cachaça y 3 cucharadas de miel, que se dice resulta bueno para los resfríos. 

## En la cultura popular
El equipo de fútbol Sport Club Internacional de Porto Alegre adoptó al Sací como la mascota tradicional de su club. Esto es porque el mito es originario del sur de Brasil, de donde proviene el equipo, y a que el Sací utiliza un gorro rojo, color con el cual se identifica el equipo.